# Халезов, Александр Егорович
Александр Егорович Халезов  (29 марта 1903 года — 5 апреля 1988 года) — российский и советский военный деятель, участник Великой Отечественной войны, генерал-майор (06.12.1942).

## Биография
Родился 29 марта 1903 года в деревня Большие поляны Заветлужского района Нижегородской области.

### В Великую Отечественную войну
С сентября по ноябрь 1941 года, будучи начальником политического отдела 51-й армии, организовывал оборону Крыма.
В последующем до июня 1942 года возглавлял политический отдел 50-й армии, которая в составе Брянского, затем Западного фронта участвовала в битве под Москвой.
В период с июня 1942 г. по ноябрь 1943 г. являлся Членом Военного Совета 51-й армии. 51-я армия в составе Сталинградского, Юго-Восточного и вновь Сталинградского фронта принимала участие в Сталинградской битве. С января 1943 г. в составе Южного фронта участвовала в Ростовской, Миусской, Донбасской, Мелитопольской и Крымской наступательных операциях.
В наградном листе на орден Красного Знамени от 7 апреля 1943 г. об А. Е. Халезове отмечалось: 

«Тов. Халезов всегда во время боевых действий находился там, где требовались твердость и решительность наступления, он личным примером учил командиров и политработников жестокости и непримиримости к врагу, он много уделял внимания насаждению воинской дисциплины и порядка в войсках… В решении вопросов настойчив и принципиален, выдержан и требователен. В боях смел и решителен.»— 
С ноября 1943 г. по март 1944 г. генерал-майор Халезов служил в Главном политическом управлении РККА.
Затем до завершения войны был Членом Военного совета 26-й армии, которая до ноября 1944 года осуществляла оборону советско-финляндской границы на участке восточнее Кемиярви, Эхринавара. В ноябре 1944 года армия была выведена в резерв Ставки ВГК,
В январе 1945 года в составе 26-й армии 3-го Украинского фронта участвовал в Будапештской, Балатонской, Венской и Грацко-Амштеттенской операциях.
Умер 5 апреля 1988 года. Похоронен в Евпатории.

## Награды
- Орден Ленина(20.04.1953)[3]
- Орден Красного Знамени(21.03.1940)[4]
- Орден Красного Знамени(28.04.1943)[5]
- Орден Красного Знамени(06.11.1947)[3]
- Орден Кутузова II степени(19.03.1944)[6]
- Орден Богдана Хмельницкого II степени(28.04.1945)[7]
- Орден Отечественной войны I степени(6.04.1985)[8]
- Орден Отечественной войны II степени(02.11.1944)[9]
- Орден Красной Звезды(28.04.1943)[3]
- Медаль «За боевые заслуги»(03.11.1944)[3]
- Медаль «За оборону Москвы»(1.05.1944)[10]
- Медаль «За оборону Ленинграда»(22.12.1943)[3]
- Медаль «За оборону Сталинграда»(27.07.1943)[11]
- Медаль «За победу над Германией в Великой Отечественной войне 1941—1945 гг.» (9 мая 1945[12])[13]
- Юбилейная медаль «Двадцать лет Победы в Великой Отечественной войне 1941—1945 гг.» (7 мая 1965[14])
- Юбилейная медаль «Тридцать лет Победы в Великой Отечественной войне 1941—1945 гг.»[15]
- Медаль «Сорок лет Победы в Великой Отечественной войне 1941-1945 гг.»[16]
- Медаль «В память 800-летия Москвы» (1947)
- Медаль «Ветеран Вооружённых Сил СССР»
- Медаль «30 лет Советской Армии и Флота»[17].
- Юбилейная медаль «40 лет Вооружённых Сил СССР»[18]
- Юбилейная медаль «50 лет Вооружённых Сил СССР» (26 декабря 1967[19])
- Юбилейная медаль «60 лет Вооружённых Сил СССР» (28 января 1978[20])
- Юбилейная медаль «70 лет Вооружённых Сил СССР» (28 января 1988[21])

## Память
- Его имя увековечено в Главном Храме Вооружённых сил России, и навсегда запечатлено на мемориале «Дорога памяти»
- На могиле установлен надгробный памятник